# 堀田佳男
堀田 佳男（ほった よしお、1957年〈昭和32年〉6月22日 - ）は、日本のジャーナリストである。元日本テレビNEWS24特別解説委員。日本外国特派員協会正会員。

## 人物
1957年生まれ。東京都中野区出身。早稲田大学文学部卒業後、米首都ワシントンのアメリカン大学大学院国際関係課程修了。高校時代にNHKで放映された未来への遺産のマヤ文明（特にマヤ文字）の謎に触発されて考古学者になることを夢見る。大学2年時にバックパッカーとしてアメリカに行った時、考古学を断念。以後、アメリカでジャーナリストになることを次なる夢にしたという。
1982年に留学のため渡米。本人は「英語ではかなり苦労した」と語っている。大学院在学中に読売新聞ワシントン支局でインターンとして働き、卒業後は首都ワシントンの米情報調査会社に勤務。アメリカの新聞の週刊ダイジェスト版の執筆と編集に携わり、同社にいる時にグリーンカード（永住権）を取得。この頃から新聞・雑誌に記事を執筆し始める。さらに編集関係の米企業に勤めた後、1990年にワシントンでフリーランスのジャーナリストとして独立。
「ホームレスからホワイトハウスまでが守備範囲」と言うように、アメリカの政治・経済から社会問題、医療まで幅広い分野で執筆を行っている。ホワイトハウスは約15年間カバーした。特にアメリカ大統領選挙はライフワークと述べており、予備選から本選挙までさまざまな角度から選挙を追っている。1992年から現地取材をはじめ、2020年の大統領選挙取材で8回目となる。
滞米25年後の2007年、結婚（2度目）を機に帰国。帰国後は国内外で活字メディアだけでなく放送メディアでも活動している。
本人はかねてから「組織には所属しない」と語っており、経済的、政治的、宗教的に独立してジャーナリズム活動を続けている。唯一、日本外国特派員協会に正会員として所属しているが、「こちらが会費を払っている側」であり、活動内容が影響をうけることはないという。
本人が述べるには、どの政党にも属さないインディペンデント（無党派）の立場であるが、思想的にはリベラルであり、政党を越えて進歩的な考え方を支持する傾向がある。
これまでに執筆してきた媒体は朝日新聞、毎日新聞、読売アメリカ、日刊スポーツ、日刊ゲンダイ、夕刊フジ、文藝春秋、選択、フォーサイト、日経ビジネスオンライン、プレジデント、エコノミスト、AERA、SAPIO、週刊文春、週刊朝日、週刊現代、アゴラ、JBpressなど。
2018年4月より2年間、早稲田大学オープンカレッジ（エクステンションセンター）で講師を務めたのち辞任。

## 著作

### 単著
- 『エイズ治療薬を発見した男　満屋裕明』（文庫）（文藝春秋、2015年）
- 『勝てるビジネスのヒント 日本の未来はここにある』（講談社、2012年）
- 『なぜアメリカ金融エリートの報酬は下がらないのか』（プレジデント社、2010年）
- 『大統領はカネで買えるか？』（新書）（角川SSコミュニケーションズ、2008年）
- 『大統領のつくり方』（プレスプラン、2004年）
- 『MITSUYA 日本人医師満屋裕明 エイズ治療薬を発見した男』（旬報社、1999年）
- 『どうしてYESも言えないの アメリカ人が見た日本の学校現場』（旬報社、1997年）

### 共著
- 『イーロン・マスク』（ムック）（洋泉社、2016年）
- 『文藝春秋オピニオン 2013年の論点100』（ムック）（文藝春秋、2012年）
- 『原発・放射能クライシス』（リーダーズノート、2011年）
- 『誰が司法を裁くのか』（新書）（リーダーズノート、2010年）
- 『Theぺらぺら―英会話コンビニ本』（原作）（講談社、1992年）

### 翻訳
- 『英語で楽しむ「スポーツ観戦」 American Sports A-Z』（講談社インターナショナル、2000年）

## テレビ・ラジオ
- NNN Newsリアルタイム（日本テレビ）
- 真相報道 バンキシャ!（日本テレビ）
- スッキリ!!（日本テレビ）
- 日テレNEWS24（日本テレビ）
- 羽鳥慎一モーニングショー（テレビ朝日）
- ワイド!スクランブル（テレビ朝日）
- スーパーJチャンネル（テレビ朝日）
- あさチャン!（TBS）
- ゴゴスマ -GO GO!Smile!-（TBS・CBC）
- スーパーニュース（フジテレビ）
- 新報道2001（フジテレビ）
- 週刊フジテレビ批評（フジテレビ）
- ユアタイム（フジテレビ）
- 教えて!ニュースライブ 正義のミカタ（朝日放送）
- ウェークアップ!ぷらす（読売テレビ）
- 特盛!よしもと 今田・八光のおしゃべりジャングル（読売テレビ）
- ニュースの深層（朝日ニュースター）
- 報道ライブ21 INsideOUT（BS11）
- 日経プラス10（BSジャパン）
- チャンネル生回転TV Newsザップ!（BSスカパー）
- ザ・プライムショー（WOWOW）
- 中西哲生のクロノス（東京FM）
- TIME LINE（東京FM）
- TOKYO FM WORLD（東京FM）
- Jam the WORLD（J-WAVE）
- J-WAVE TOKYO MORNING RADIO（J-WAVE）
- POWER BAY MORNING（bayfm）
- ストリーム（TBSラジオ）
- くにまるジャパン（文化放送）
- くにまるジャパン 極（文化放送）
- ABEMA Prime（AbemaTV）
- みのもんたのよるバズ!（AbemaTV）